# Moment of Truth: Why My Daughter?
Moment of Truth: Why My Daughter? is een televisiefilm uit 1993 onder regie van Chuck Bowman. 
De film is gebaseerd op waargebeurde feiten en gaat over een tiener die door haar vriend, die een pooier is, in de wereld van de prostitutie wordt getrokken. Na onenigheden vermoordt hij haar uiteindelijk. De film volgt de moeder van de tiener, die ontdekt dat de politie niets kan doen aan de moord.

## Bezetting
| Acteur             | Personage             |
| ------------------ | --------------------- |
| Linda Gray         | Gayle Moffitt         |
| Jamie Luner        | Diana Moffitt         |
| James Eckhouse     | Brigadier Jack Powell |
| Alanna Ubach       | April                 |
| Antonio Sabato Jr. | A.J. Treece           |
| Joseph Burke       | Harry Moffitt         |
| Louis A. Lotorto   | Paul Moffitt          |
| Lisa Sigell        | Laurie                |
| Jan Burrell        | Susan Talgo           |
| Kevin Quigley      | Charlie               |
| Andrea White       | Randi                 |
| Vana O'Brien       | Rechter Turkell       |